# Charles-Henri Contencin
Charles-Henri Contencin, né le 28 janvier 1898 à Paris 7e et mort le 17 avril 1955 à Eaubonne dans le Val-d'Oise, est un peintre de montagne français.

## Biographie
Élevé par sa grand-mère dans l'Oberland bernois jusqu'à l'âge de 10-12 ans, il demeure toute sa vie un passionné de montagne. Bon grimpeur, il est membre du Club alpin français où il fait le lien avec la Société des peintres de montagne (SPM). Il fait la grande guerre dans l'infanterie et il reçoit la Croix de Guerre. Il travaille ensuite dans un cabinet d'architecte puis à la Compagnie des chemins de fer du Nord et enfin à la SNCF où il sera responsable des ouvrages d'art.

## Carrière artistique
Doué pour le dessin, industriel et artistique, il a suivi des cours de dessin à l'école ABC de dessin de Paris. En plus de ses dessins professionnels il est également auteur d'affiches et de prospectus publicitaires pour les chemins de fer sous le pseudonyme de « Charles-Henri ». Il est surtout connu pour sa peinture de montagne et laisse, en la matière, une œuvre importante. Il est entré à la SPM en 1929, en a été secrétaire général de 1950 à 1953, puis président de 1954 à 1955.
Il a exposé régulièrement au Salon des artistes français ; parmi ses envois figurent Matinée au lac blanc (no 616) en 1932, Col des Montets et Aiguille verte (no 577) en 1935, Neige à Saint-Colomban-des-Villards (no 652) en 1936, et deux tableaux intitulés Château-Queyras (no 692 et no 693) en 1939.
Il a également exposé au Salon des indépendants, de 1927 à 1938, notamment des tableaux représentant des paysages de Haute-Savoie et du Midi,, au Salon de l'école française en 1932 : Neige à Chamonix (no 227) et Argentière (vallée de Chamonix) (no 228) et au Salon d'hiver de 1945 à 1950.

## Œuvres
Durant son apprentissage, il s’exerce en reproduisant des œuvres d’autres artistes telles que la peinture Campagne de France 1814, d’Ernest Meissonier. Il a peint de très nombreuses toiles représentant des paysages de montagne et de haute montagne des grands massifs alpins, massif du Mont-Blanc et massif des Écrins principalement. Sa palette est caractéristique et il apprécie tout particulièrement les effets de lever ou de coucher de soleil sur la neige ou les glaciers.